# Duttaphrynus crocus
Duttaphrynus crocus és una especie de gripau de la família dels bufònids. Va ser descrit com a Bufo crocus per Guinevere Wogan et alii el 2003 i va ser reclassificat com D. crocus el 2006.
És un gripau de bosc que viu en bosc primari de fulla perenne. Es reprodueix estacionalment en hàbitats d'aigua dolça. Se suposa que té una estratègia de reproducció de desenvolupament larvari.

## Distribució
Conegut només de dues localitats de la divisió Rakhine al sud-oest de Myanmar continental, per sota dels cent metres d'altitud.
Manquen dades sobre la població, però la sobreexplotació del bosc primari on viu és una amença.